# Mazzo di Valtellina
Mazzo di Valtellina är en ort och kommun i provinsen Sondrio i regionen Lombardiet i Italien. Kommunen hade 1 022 invånare (2018).